# كوإيتشي سيكيموتو
كوإيتشي سيكيموتو (باليابانية: 関本 恒一) (مواليد 23 مايو 1978)، هو لاعب كرة قدم ياباني سابق كان يلعب كمدافع.

## وصلات خارجية
- كوإيتشي سيكيموتو على موقع رابطة كرة القدم اليابانية للمحترفين (اليابانية)
- كوإيتشي سيكيموتو على موقع قاعدة بيانات كرة القدم.إي يو (الإنجليزية)